# Sjeherazade (Rimski-Korsakov)
Sjeherazade (Шехерезада in Cyrillisch, Sjecherezada in Nederlandse transliteratie) opus 35 van Nikolaj Rimski-Korsakov is een suite voor symfonieorkest, gecomponeerd in 1888. Het is gebaseerd op de verhalen van Sjeherazade in het boek Duizend-en-een-nacht. Het wordt gerekend tot het beste van de 19e-eeuwse Russische klassieke muziek en is het meest gespeelde stuk van Rimski-Korsakov vanwege de aansprekende muziek, de kleurrijke orkestratie en de oriëntaalse sfeer, die aansluit bij de geschiedenis van het tsaristische Rusland.
Rimski-Korsakov schreef als commentaar bovenaan de partituur:
"Koning Sjahriaar was van mening dat alle vrouwen ontrouw waren en had daarom besloten dat al zijn echtgenotes na de eerste nacht moesten worden gedood. Zijn vrouw Sjeherazade echter slaagde erin aan dit lot te ontkomen door hem iedere avond, Duizend-en-één nachten achter elkaar, een ander verhaal te vertellen. Ze wist de koning zo nieuwsgierig te maken, dat hij haar terechtstelling avond aan avond uitstelde, tot hij uiteindelijk besloot er helemaal van af te zien. De verhalen die Sjeherazade aan de koning vertelde, waren een wondermooie mengeling van oude verzen en liedteksten, gecombineerd met sprookjes en avontuurlijke vertellingen"

## Opbouw van Sjeherazade
De suite is verdeeld in vier delen. Rimski-Korsakov was ervan overtuigd ze programmatische titels te geven, maar heeft dit laten gaan en er louter dynamieknamen van gemaakt na ontmoedigende pogingen om er letterlijke namen aan te geven die zouden gaan over het verhaal.
1. Largo e maestoso - Allegro non troppo
2. Lento - Andantino - Allegro molto - Con moto
3. Andantino quasi allegretto - Pochissimo più mosso — Come prima — Pochissimo più animato
4. Allegro Molto — Vivo — Allegro non troppo maestoso

## Inhoud & muzikale interpretatie
In onderstaande interpretatie zijn voor een goed begrip de door Rimski-Korsakov verworpen programmatische titels van de vier delen verwerkt.   
1. Het muzikale thema, dat de eerste bewegingen opent in De Zee en Sinbads Schip, stelt de dominante Sultan voor. Dit thema is opgebouwd naar vier noten van de dalende hele-toonstoonladder, maar na een aantal akkoorden van het hout uit het orkest doet de opening denken aan Mendelssohns Midzomernachtdroom-ouverture. Eén thema komt steeds terug: dit stelt de hoofdrolspeelster in het verhaal voor, Sjeherazade, de Sultans geliefde, die de Sultan uiteindelijk tot bedaren kan brengen met haar verhalen. Dit is een niet loslatende sensuele solomelodie voor de viool, bijgestaan door de harp. De hoofdrolspelers zijn bekend en het verhaal kan beginnen. De luisteraar wordt geconfronteerd met de weidsheid van de open zee; onder de 'golvende' begeleiding van de strijkers deint het wateroppervlak op en neer. Daar vaart het schip van Sindbad - een vloeiend thema, vol harmonieën. Zo nu en dan klinkt de soloviool van Sjeherazade, alsmede het thema van Sjahriaar, duister en dreigend.
2. De viool maakt duidelijk dat de vertelster Sjeherazade aan een ander verhaal is begonnen - Het verhaal van Prins Kalender. Dan begint ook de expressieve melodie van de fagot. De prins is lid van de Kalendersekte - monniken die bekendstonden om hun kunstige en humoristische manier van verhalen vertellen - en het ligt dan ook voor de hand dat dit thema lichtvoetig en speels is. Deze ontspannen sfeer duurt echter niet lang. De trombone en de trompet roepen ons nadrukkelijk tot de orde en het krachtige thema van de Sultan eist alle aandacht op. De muziek wordt geleidelijk aan weer rustiger; de viool, die dit keer het thema van de Kalenders speelt, herinnert ons nog eens aan de vertelster, voordat dit deel op markante wijze afsluit.
3. Het verhaal van De jonge prins en de prinses verplaatst ons naar een wereld van vredigheid en rust. De strijkers introduceren een langzaam, zachtmoedig thema dat door vederlichte, decoratieve arabesken van de houtblazers wordt geïllustreerd. Via een ritmisch motief op de kleine trom volgt een wat levendiger interpretatie van de melodie. Pas tegen het einde van dit deel laat Sjeherazades soloviool weer van zich horen. In het slotstuk dragen glissando's op de harp en meer arabesken van de houtblazers bij tot de exotische sfeer.
4. In het laatste deel rukt een nadrukkelijk thema van de Sultan ons weg uit de tedere sferen van de prins en de prinses en confronteert ons met de harde werkelijkheid. Toch is de stemming in Feest in Bagdad absoluut luchtiger, en we belanden al gauw op een bedrijvige markt in Bagdad, waar de feestelijkheden op hun hoogtepunt zijn. Melodieën van vorige verhalen keren terug, waaronder de spectaculaire 'zeemuziek' van het begin. Dan valt alles geleidelijk aan op z'n plaats en komt het stuk tot een vredig einde.

## Muzikale thema's
De muzikale thema's van de Sultan en Sjeherazade zien er als volgt uit:
Thema's als de bovenstaande zijn vaak geïnterpreteerd als leidmotieven zoals in de opera's van Richard Wagner, maar dat was uitdrukkelijk niet de bedoeling van de componist:
"Vergeefs zoeken mensen in mijn suite leidende motieven die vast verbonden zijn met steeds weer dezelfde poëtische ideeën en concepten. Integendeel: in de meerderheid van de gevallen zijn deze Leitmotive niets anders dan zuiver muzikaal materiaal of motieven voor symfonische ontwikkeling. Deze gegeven motieven vertakken en verspreiden zich over alle delen van de suite, afwisselend en onderling verknoopt. Omdat zij iedere keer onder verschillende belichting verschijnen, steeds andere taferelen uitbeelden en steeds andere stemmingen uitdrukken, corresponderen dezelfde motieven steeds met andere beelden, handelingen en voorstellingen".

## Ballet
Sjeherazade is een veel gespeeld orkeststuk dat doorgaans concertant wordt uitgevoerd, maar in 1910 maakte de choreograaf Michel Fokine een ballet op de muziek van Rimski-Korsakov voor de Ballets Russes van Sergej Djagilev in Parijs. De kostumering en het decor werden ontworpen door Léon Bakst. De première vond plaats op 4 juni 1910 in de Opéra Garnier.